# 森滕尼亞公園 (亞利桑那州)
森滕尼亞公園（英語：Centennial Park）是位於美國亞利桑那州莫哈維縣的一個人口普查指定地區。根據2010年美國人口普查，該地人口為1264人，而該地的面積約為5.62平方千米。

## 地理
森滕尼亞公園的座標為36°57′14″N 112°58′53″W / 36.95389°N 112.98139°W，而該地最高點為海拔高度1498米（即4915英尺）。